# Société Nationale des Chemins de Fer Luxembourgeois

Mappa della rete ferroviaria al 2025

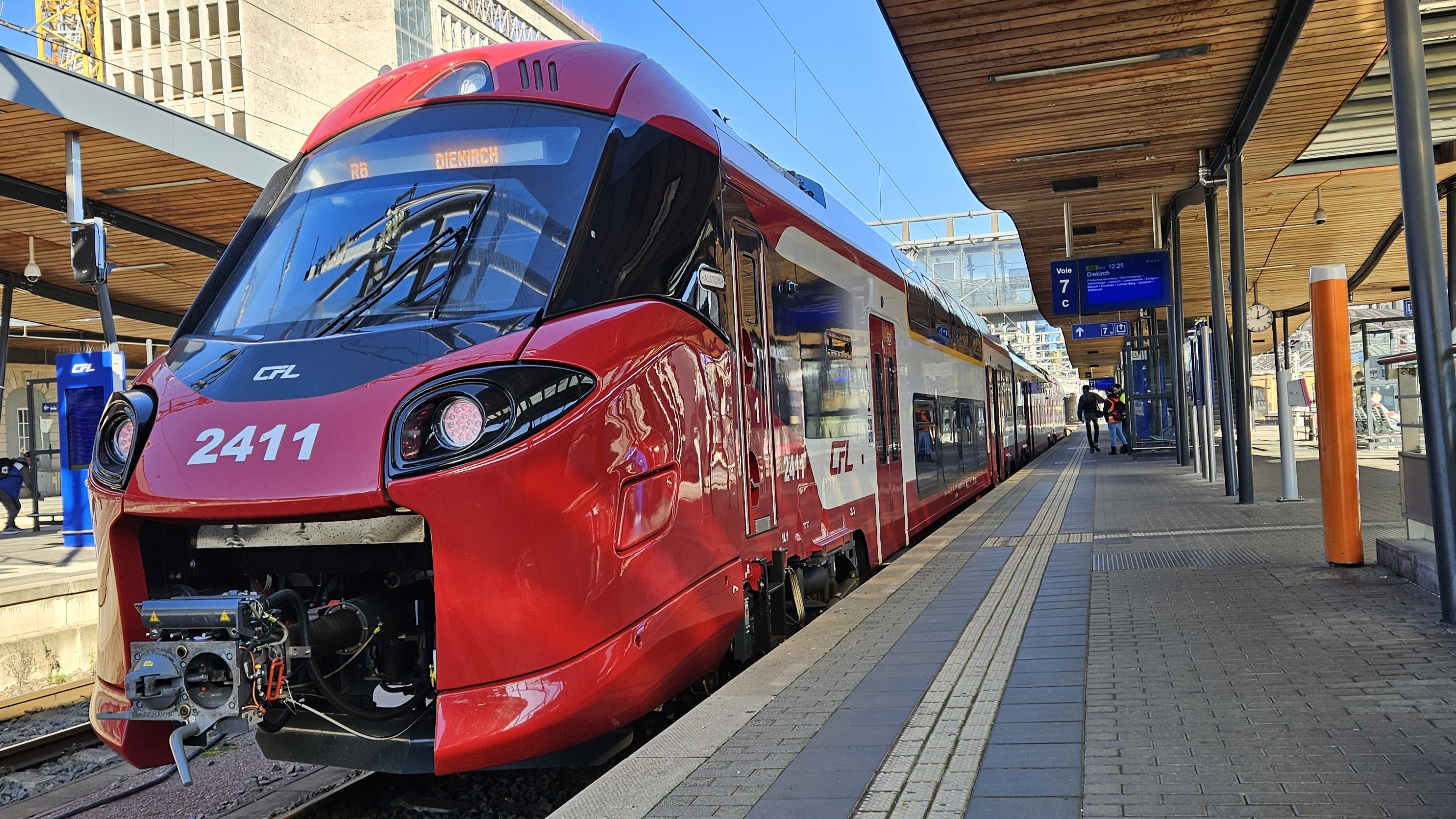
Un treno a due piani delle CFL, fermo nella stazione di Lussemburgo.

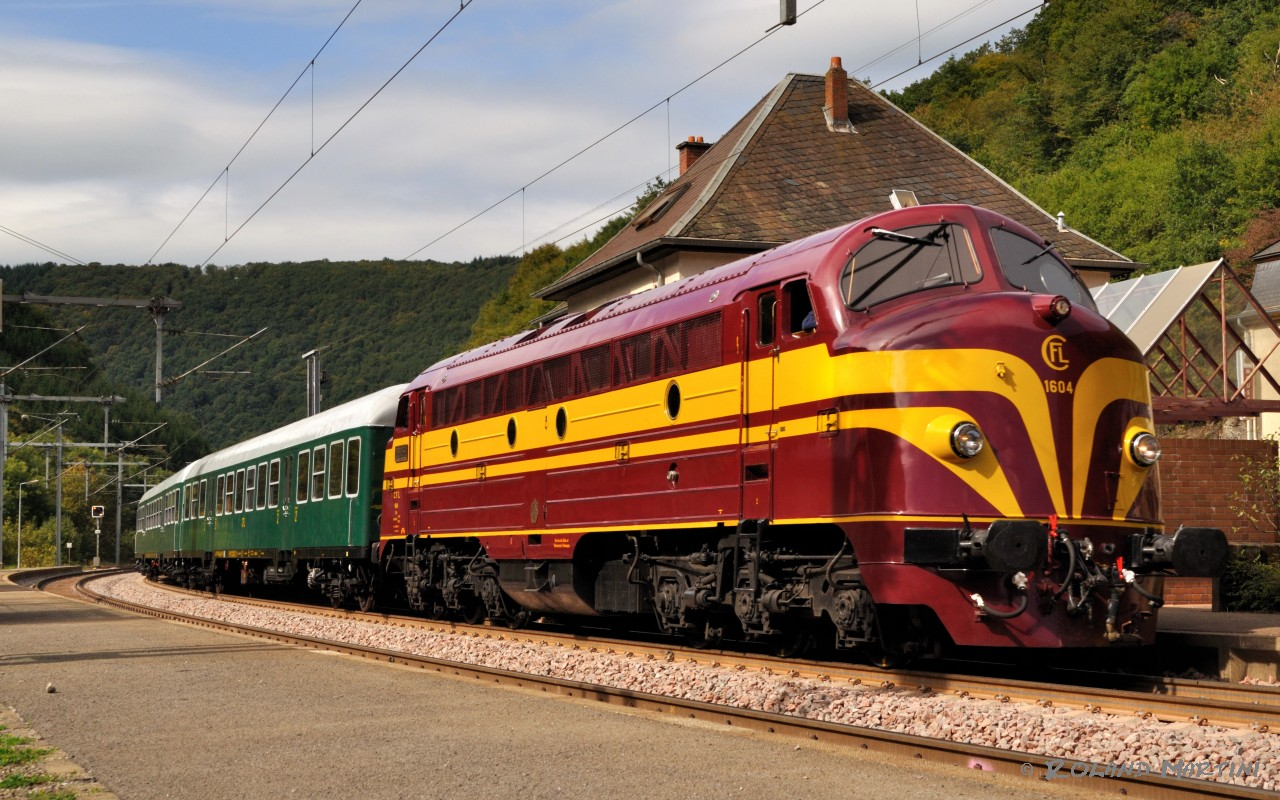
Locomotiva Diesel 1604 delle CFL.

La Société Nationale des Chemins de Fer Luxembourgeois (sigla CFL) venne fondata il 14 maggio 1946 a Lussemburgo, capitale del Granducato di Lussemburgo, come unica società per la gestione del trasporto ferroviario di passeggeri e merci in tutto il granducato.

## Storia
Le prime linee ferroviarie lussemburghesi furono costruite ed aperte al traffico nell'ottobre 1859 dalla Société royale grand-ducale des chemins de fer Guillaume-Luxembourg, che era stata fondata allo scopo nel 1857. L'esercizio venne affidato alla Compagnie des chemins de fer de l'Est.
Dal 1871 in poi la rete venne esercita dalla Direction générale impériale des chemins de fer d'Alsace-Lorraine (Kaiserliche Generaldirektion der Eisenbahnen in Elsass-Lothringen) in seguito all'annessione all'impero germanico dell'Alsazia-Lorena.
Nel 1919, in seguito al ritorno dell'Alsazia-Lorena alla Francia, venne creata l'Administration des chemins de fer d'Alsace et de Lorraine (AL) che si riassunse l'incarico di gestire la rete del Lussemburgo.
Dal 1º gennaio del 1938 la rete entrò ad essere di competenza della Société nationale des chemins de fer français (SNCF) ma due anni dopo, nel 1940 passò in mano della Deutsche Reichsbahn.
La SNCF ne riprese la gestione alla fine della seconda guerra mondiale.
Il 17 aprile 1946, venne siglata una convenzione tra Lussemburgo, Francia e Belgio in seguito alla quale, il 14 maggio 1946 ebbe inizio la gestione CFL.
Dal 1º marzo 2020, il governo del granducato ha deciso di rendere gratuito il trasporto passeggeri di seconda classe all'interno del territorio dello Stato. Anche i biglietti ferroviari internazionali subiranno una riduzione.

## Organizzazione
La "Société nationale des chemins de fer luxembourgeois" è un'impresa ferroviaria "integrata" in quanto controlla direttamente sia l'esercizio merci che quello viaggiatori ed è anche il gestore dell'infrastruttura.
I servizi merci sono commercializzati dalle controllate CFL Cargo e CFL Multimodal.
CFL Cargo è stata scorporata come società separata il 17 ottobre 2006 combinando le attività merci CFL e quelle di ArcelorMittal.